# Барада (Небраска)
Барада (енгл. Barada) град је у америчкој савезној држави Небраска.

## Демографија
По попису из 2010. године број становника је 24, што је 4 (-14,3%) становника мање него 2000. године.
| Група             | 2000.       | 2010.       |
| Белци             | 28 (100,0%) | 24 (100,0%) |
| Афроамериканци    | 0 (0,0%)    | 0 (0,0%)    |
| Азијати           | 0 (0,0%)    | 0 (0,0%)    |
| Хиспаноамериканци | 0 (0,0%)    | 0 (0,0%)    |
| Укупно            | 28          | 24          |